# Lamar (Nebraska)
Lamar es una villa ubicada en el condado de Chase en el estado estadounidense de Nebraska. En el Censo de 2010 tenía una población de 23 habitantes y una densidad poblacional de 125,08 personas por km².

## Geografía
Lamar se encuentra ubicada en las coordenadas 40°34′21″N 101°58′45″O / 40.57250, -101.97917. Según la Oficina del Censo de los Estados Unidos, Lamar tiene una superficie total de 0.18 km², que corresponden a tierra firme.

## Demografía
Según el censo de 2010, había 23 personas residiendo en Lamar. La densidad de población era de 125,08 hab./km². De los 23 habitantes, Lamar estaba compuesto por blancos.